# San Valero (Huesca)
San Valero es una localidad española deshabitada perteneciente al municipio de Bisaurri, en la Ribagorza, provincia de Huesca, Aragón. 

## Geografía
Se encuentra en una ladera del coll de Fadas, a medio camino entre Bisaurri y Laspaúles.

## Urbanismo
Se trata de un conjunto de tres casas construidas bajo el estilo típico de la zona, de las cuales actualmente dos de ellas se encuentran en buen estado, que cuentan al rededor suyo de una serie de edificios de apoyo, destacando un corral y un gran establo.

## Demografía
Antes de los nomenclátores San Valero siempre aparece con dos fuegos en los censos de 1495, 1543 y 1609.
| 20 | 13 | 10 | 11 | 0 | 0 | 0 | 0 |
| (Fuente: Laglera, Cristian (2021). Despoblados de Huesca. Ribagorza-Litera Tomo 1. Huesca: Editorial Pirineo.) |    |    |    |   |   |   |   |

## Patrimonio
- Iglesia de San Valero, del siglo XVII de estilo barroco.[1][2] Se trata de un edificio de una sola nave rectangular con capillas laterales y testero recto. En su interior cuenta con un coro a los pies, mientras que al exterior cuenta en la misma posición con una torre de planta cuadrangular de un solo cuerpo. A pesar de mantener la cubierta se encuentra en estado de ruina.[3]

## Cultura
Al encontrarse dentro del área del patués, se tienen documentos en los que se refleja el uso de este idioma por sus habitantes antes de abandonar la población.
Las fiestas de la población se celebraban el 29 de enero en honor al santo patrón de la población, San Valero.